# 당신의 11시
당신의 11시 이가연입니다는 G1 Fresh FM에서 2017년 3월 27일부터 2020년 5월 17일까지 폐지 후 묻어두고 있었던 당신의 11시를 2022년 6월 13일부터 2025년 4월 27일까지 3년 만에 매일 오전 11시부터 12시에 방송했던 G1방송 이가연 아나운서가 진행하고 있는 신설 라디오 프로그램이었다. 2025년 4월 27일 자로 8년만에 폐지되었다.

## 매일 코너
- 사연과 신청곡 : 여러분들의 사연과 신청곡을 들려드립니다

### [수요일]
- 금주의 영화 : 나만 알고 싶은 명작들 매주 한편씩 소개해드립니다

### [금요일]
- 술술 풀리는 심리학 : 재미있는 심리 테스트를 통해 여러분의 내면을 들여다봅니다

## 같이 보기
- 박하선의 씨네타운[1]